# جام خیریه انگلستان ۱۹۱۰
 جام خیریه انگلستان ۱۹۱۰ ، سومین رقابت سالانه مابین قهرمانان لیگ دسته اول فوتبال انگلستان و جام حذفی فوتبال انگلستان است.
این مسابقه در تاریخ ۵ سپتامبر ۱۹۱۰ مابین تیم‌های برایتون اند هوو آلبیون و استون ویلا در ورزشگاه استمفورد بریج لندن برگزار شده‌است.
تیم برایتون اند هوو آلبیون در این مسابقه با نتیجه یک بر صفر به پیروزی رسید.

## جزئیات مسابقه
| برایتون اند هوو آلبیون | ۱ – ۰ | استون ویلا |
| ---------------------- | ----- | ---------- |
| C Webb                 |       |            |